# Chioninia fogoensis
Chioninia fogoensis är en ödleart som beskrevs av  O'shaughnessy 1874. Chioninia fogoensis ingår i släktet Chioninia och familjen skinkar. IUCN kategoriserar arten globalt som otillräckligt studerad. Inga underarter finns listade i Catalogue of Life.